# Cecil Boden Kloss
Cecil Boden Kloss (Acocks Green, Birmingham, 26 maart 1877 - Chichester, 19 augustus 1949) was een Engelse ontdekkingsreiziger, ornitholoog en zoogdierdeskundige. In 1903 ondernam hij met  William Louis Abbott een expeditie naar de Andamanen en Nicobaren, eilandengroepen tussen India en Zuidoost-Azië. 

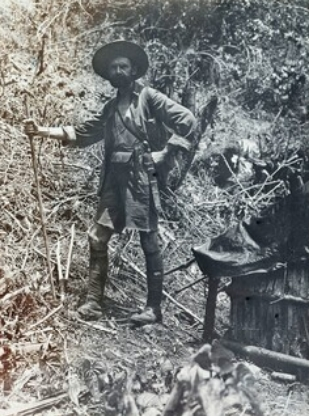
Cecil Boden Kloss tijdens de Wollaston-expeditie in 1912-13 in het zuiden van Nederlands-Nieuw-Guinea

In 1908 werd hij aangesteld als verzamelaar voor de Museums of the Strait Settlements and Malay Federated States in Kuala Lumpur, waar hij werkte onder Herbert Christopher Robinson, hoofdconservator voor vogels. Hij was deelnemer aan de Wollaston-expeditie in 1912-13 in het zuiden van Nederlands-Nieuw-Guinea. In 1923 werd hij directeur van het museum (nu bekend als het National Museum of Singapore), hetgeen hij tot 1932 bleef. Na zijn pensioen keerde hij terug naar Engeland.

## Nalatenschap
Kloss schreef tientallen publicaties in wetenschappelijke tijdschriften over dieren in de Indische Archipel en eilanden in de Indische Oceaan. Hieronder ook het verslag van een lezing die hij in 1929 hield in Nederlands-Indië.

### Publicaties (selectie)
- In the Andamans and Nicobars; The Narrative of a Cruise in the Schooner 'Terrapin', with Notices of the Islands, their Fauna, Ethnology, etc. London: John Murray, 1903
- Verslag van de Openbare Vergadering der Directie van het Koninklijk Bataviaasch Genootschap van Kunsten en Wetenschappen, gehouden den 23sten Dec 1929 in het Historische Zaal van het museum ter gelegenheid van de aanbieding van de buste van Sir Thomas Stamford Raffles door C. Boden Kloss (in boekvorm )

- Bibsys: 14029143
- Bibliothèque nationale de France: cb13554728r (data)
- CiNii: DA09550689
- Gemeinsame Normdatei: 124472230
- International Standard Name Identifier: 0000 0001 1064 0675
- Library of Congress Control Number: n89271798
- Nationale bibliotheek van Australië: 35275832
- Nederlandse Thesaurus van Auteursnamen: 163012113
- Système universitaire de documentation: 082055300
- Virtual International Authority File: 56774493
- WorldCat: E39PBJf4hwxMC3RMG8GkjK8XBP